# Ronny Cox
Ronny Cox (født 23. juli 1938 i New Mexico i USA) er en amerikansk skuespiller og sanger. Han er bedst kendt som sin rolle som Lieutenant Andrew Bogomil i Frækkere end politiet tillader fra (1984), og som Dick Jones i RoboCop fra (1987).

## Filmografi
- 1972 Udflugt med døden som Drew Ballinger
- 1972 The Mind Snatchers som Sergeant Boford Miles
- 1972 Brødrene Cartwright, episode "New Man" som Lucas
- 1974 A Case of Rape som David Harrod
- 1975 Who Is the Black Dahlia? som Sergeant Finis Brown
- 1976 Bound for Glory som Ozark Bule
- 1977 Quinn Martin's Tales of the Unexpected, episode "Devil Pack" (TV) som Jerry Colby
- 1977 The Car som Deputy Luke Johnson
- 1977 The Girl Called Hatter Fox (TV) som Dr. Teague Summer
- 1978 Gray Lady Down som Commander David Samuelson
- 1978 Harper Valley PTA som Willis Newton
- 1979 The Onion Field som Sergeant Pierce R. Brooks
- 1980 The Courage of Kavik the Wolf Dog som Kurt Evans
- 1980 Alcatraz: The Whole Shocking Story (TV) som Bernard Coy
- 1981 Taps som Colonel Kerby
- 1981 Fallen Angel (TV film) som Frank Dawson
- 1982 The Beast Within som Eli MacCleary
- 1982 Tangiers som Colonel Powers
- 1982 Two of a Kind som Ted Hahn
- 1982 Some Kind of Hero som Colonel Powers
- 1984 The Jesse Owens Story (TV) som Coach Larry Snyder
- 1984 Beverly Hills Cop som Lieutenant Andrew Bogomil
- 1984 Raw Courage (also writer and producer) som Pete Canfield
- 1984-1985 Spencer som George Winger
- 1985 Vision Quest som Louden's Dad
- 1985 Tangiers som Bob Steele
- 1986 Hollywood Vice Squad som Captain Jensen
- 1987 Steele Justice som Bennett
- 1987 Beverly Hills Cop II som Captain / Chief Andrew Bogomil
- 1987 RoboCop som Dick Jones
- 1987-1988 St. Elsewhere som Dr. John Gideon
- 1987 Amazon Women on the Moon som General Balentine (segment "The Unknown Soldier") (uncredited)
- 1988 In the Line of Duty: The F.B.I. Murders som FBI Special Agent Ben Grogan
- 1989 One Man Force som McCoy
- 1989 Martians Go Home som The President
- 1990 Loose Cannons som Bob Smiley
- 1990 Total Recall som Chancellor Vilos Cohaagen
- 1990 Captain America som President Tom Kimball
- 1990 Cop Rock som Chief Roger Kendrick
- 1991 Scissors som Dr. Stephan Carter
- 1992 Star Trek: The Next Generation (two episodes) som Captain Edward Jellico
- 1992 Perry Mason: The Case of the Heartbroken Bride som Mr. Parrish
- 1997 Murder at 1600 som President Jack Neil
- 1998-2005 Stargate SG-1 (11 episodes) som Senator Robert Kinsey / Vice President Robert Kinsey
- 1998 Puraido: Unmei no Toki som Chief Justice Sir William Webb
- 1998 Frog and Wombat som Principal Larry Struble
- 1999 Forces of Nature som Hadley
- 1999 The Outer Limits, episode "Deja Vu" som Lieutenant Colonel Lester Glade
- 1999 Deep Blue Sea som Franklin's Boss (uncredited)
- 1999 FreeSpace 2 som Admiral Aken Bosch (voice)
- 2000 Perfect Murder, Perfect Town som John Ramsey
- 2001 The Agency (2001) som Director Alex Pierce III
- 2001 The Boys of Sunset Ridge som Ben Thorpe
- 2001 American Outlaws som Doc Mimms, Zee's Dad
- 2001 Losing Grace som Dave Reed
- 2002 Crazy som Hell som Delazo
- 2004 Killzone (Video Game) som Stuart Adams (voice)
- 2004 Angel in the Family som Buddy
- 2005 The L.A. Riot Spectacular som The Chief
- 2006 Desperate Housewives (Tv-serie) som Henry Mason
- 2006 Commander in Chief som Senator Joe Peck
- 2007 Tell Me You Love Me som John
- 2008 Cold Case som Daniel Patterson '08
- 2009 Imagine That som Tom Stevens
- 2011 Dexter som Walter Kenney
- 2013 Age of Dinosaurs som Justin
- 2014 Beyond the Reach som Sheriff Robb
- 2018 Nashville som Gideon Claybourne
- 2019 The Car: Road to Revenge som The Mechanic
- 2021 Being the Ricardos som Older Bob Carroll
- 2022 Star Trek Prodigy som Admiral Edward Jellico (voice)